# کوینگز
کوینگز (به فرانسوی: Coings) یک کمون در فرانسه است که در اندر واقع شده‌است. کوینگز ۲۹٫۳۳ کیلومتر مربع مساحت و ۸۷۱ نفر جمعیت دارد و ۱۵۸ متر بالاتر از سطح دریا واقع شده‌است.